# Oisy (Noorderdepartement)
Oisy is een gemeente in het Franse Noorderdepartement (regio Hauts-de-France). De gemeente telt 484 inwoners (2004) en maakt deel uit van het arrondissement Valenciennes.

## Geografie
De oppervlakte van Oisy bedraagt 2,6 km², de bevolkingsdichtheid is 186,2 inwoners per km².

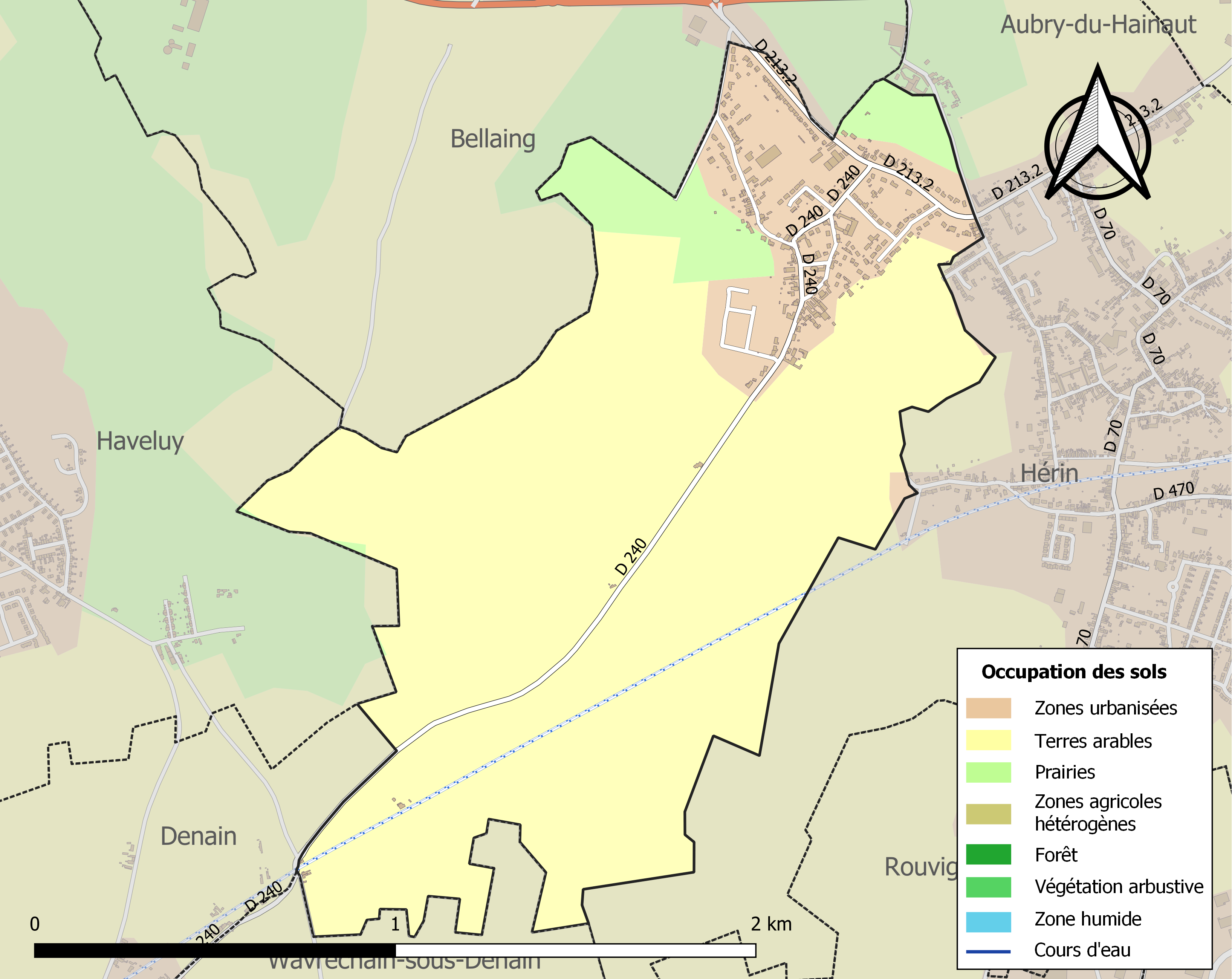
Kaart van de gemeente met belangrijkste infrastructuur, bodemgebruik en omliggende gemeenten

## Bezienswaardigheden
- De Église Saint-Denis

## Demografie
Onderstaande figuur toont het verloop van het inwonertal (bron: INSEE-tellingen).